# Facylitacja (organizacja)
Facylitacja – wszechstronne wspieranie lub ułatwianie procesu organizacyjnego, polegające na rozwoju w różnych aspektach uczestników mniejszych lub większych zespołów ludzkich, zaangażowanych w wykonanie pewnego zadania ze zdefiniowanym celem lub celami do osiągnięcia. Może to być np. ukierunkowane na efektywne grupowe uczenie się poprzez rozwiązywanie różnych zadań i problemów. Celem takiego wsparcia jest pobudzenie aktywności i świadomego włączania się członków grupy w proces realizacji postawionego zadania w sposób holistyczny, czyli z całościowym zaangażowaniem się w działania grupy w aspekcie fizycznym, emocjonalnym oraz intelektualnym.
Ułatwianie procesu jest związane z rolą facylitatora.
Ułatwianie (facylitowanie) działań organizacyjnych dotyczy m.in. procesów edukacyjnych i rozwojowych ludzi dorosłych, na które wpływają współczesne radykalne zmiany teorii i praktyki, stawiając w tym obszarze szereg wyzwań. Można wymienić niektóre z nich:
- nauczanie przestało być li tylko arbitralnym przekazywaniem wiedzy i wykonywaniem przez nauczanych zadań, ale staje się wspomaganiem (ułatwianiem) autonomii i własnego rozwoju nauczanych;
- zdecydowanie większa odpowiedzialność za efekty uczenia się i rozwoju jest obustronna – dotyczy i nauczanych, i nauczających;
- nauczanie i rozwój to różnorodność wzajemnie niezależnych, ale jednocześnie komplementarnych aspektów, jak np.:
  - nauczanie praktyczne dotyczące nabywania i rutynowego używania praktycznych umiejętności,
  - nauczanie konceptualne związanie z analizą studiów przypadków, odnoszonych do dedykowanych teorii i koncepcji, co umożliwia zrozumienie poznawanych zjawisk i poszerza wiedzę oraz sprzyja krytycznemu osądowi rozpatrywanego fragmentu postrzeganej rzeczywistości,
  - nauczanie przez wyobraźnię pozwalające na angażowanie intuicji i wyobraźni, ułatwiające twórcze i całościowe (holistyczne) spojrzenie na problem, a też prowadzące do odkrywania ukrytych znaczeń symboli i metafor,
  - nauczane przez doświadczenie, poszerzające zasób doświadczenia uczących się o nowe zakresy i unikalne przeżycia (emocje, uczucia), uzupełniające uczenie się i poznawanie rzeczywistości;
- nauczany powinien być postrzegany jako autonomiczna, integralna i niepowtarzalna osoba, która w pełni i całościowo uczestniczy w procesie nauczania i rozwoju, gdyż efektywne uczenie się i pełny rozwój osobowości jest związany z zaangażowaniem intelektualnym i emocjonalnym.

Organizacje, które podejmują wyzwanie pełniejszego i skuteczniejszego rozwoju pracowników, jednocześnie zwracają uwagę na wdrażanie ułatwień (facylitacji) procesów organizacyjnych, w tym procesów nauczania i rozwoju współpracowników.
Ze względu na etymologię ww. terminów, jak też semantykę, spotyka się, zwłaszcza w treściach internetowych, choć są one nadal obecnie (rok 2020) mało rozpowszechnione, polskie odpowiedniki (kalki językowe) – ułatwianie (facylitacja) i ułatwiacz (facylitator).